# Crossroads (album d'Eric Clapton)
Pour les articles homonymes, voir Crossroads.
Albums de Eric Clapton
The Cream of Eric Clapton
(1987) Journeyman
(1989)
Crossroads est une compilation d'Eric Clapton sortie sous le label Polydor. Elle est parue le 18 avril 1988 sous forme d'un Box set de six albums vinyles ou quatre disques compacts.
Elle regroupe le travail d'Eric Clapton avec les Yardbirds, John Mayall's Bluesbreakers, Cream, Blind Faith, Delaney & Bonnie, Derek and the Dominos ainsi que sa carrière en solo.
La pochette est l'œuvre de Ron Wood et les notes du livret ont été rédigées par le journaliste et critique américain Anthony DeCurtis.
L'album eut un énorme succès aux États-Unis où il fut certifié triple disque de platine (plus de 3 000 000 d'albums vendus).

## Liste des titres

### Édition en quatre disques compacts

#### Cd 1
| No  | Titre                                                          | Auteur                                  | date d'enregistrement            | Durée |
| --- | -------------------------------------------------------------- | --------------------------------------- | -------------------------------- | ----- |
| 1.  | Boom Boom (avec les Yardbirds)                                 | John Lee Hooker                         | Fin 1963                         | 2:25  |
| 2.  | Honey in Your Hips (avec les Yardbirds)                        | Keith Relf                              | Fin 1963                         | 2:18  |
| 3.  | Baby What's Wrong (avec les Yardbirds)                         | Jimmy Reed                              | Fin 1963                         | 2:40  |
| 4.  | I Wish You Would (avec les Yardbirds)                          | Billy Boy Arnold                        | mars/avril 1964                  | 2:19  |
| 5.  | A Certain Girl (avec les Yardbirds)                            | Naomi Neville                           | mars/avril 1964                  | 2:17  |
| 6.  | Good Morning Little Schoolgirl (avec les Yardbirds)            | H.G. Demarais                           | aout 1964                        | 2:45  |
| 7.  | I Ain't Got You (avec les Yardbirds)                           | Calvin Carter                           | septembre 1964                   | 1:59  |
| 8.  | For Your Love (avec les Yarbirds)                              | Graham Gouldman                         | décembre 1964                    | 2:29  |
| 9.  | Got to Hurry (avec les Yardbirds)                              | Oscar Rasputin                          | décembre 1964                    | 2:35  |
| 10. | Lonely Years (avec John Mayall)                                | John Mayall                             | fin 1965                         | 3:17  |
| 11. | Bernard Jenkins (avec John Mayall)                             | Eric Clapton                            | fin 1965                         | 3:47  |
| 12. | Hideaway (avec John Mayall's Bluesbreakers)                    | Freddie King , Sonny Thompson           | printemps 1966                   | 3:14  |
| 13. | All Your Love (avec John Mayall's Bluesbreakers)               | Otis Rush, Willie Dixon                 | printemps 1966                   | 3:34  |
| 14. | Ramblin' on My Mind (avec John Mayall's Bluesbreakers)         | Robert Johnson                          | printemps 1966                   | 3:07  |
| 15. | Have You Ever Loved a Woman (avec John Mayall's Bluesbreakers) | Billy Myles                             | enregistré en public, avril 1966 | 6:41  |
| 16. | Wrapping Paper (avec Cream)                                    | Jack Bruce, Peter Brown                 | été 1966                         | 2:21  |
| 17. | I Feel Free (avec Cream)                                       | Bruce, Brown                            | fin 1966                         | 2:52  |
| 18. | Spoonful (avec Cream)                                          | Willie Dixon                            | Décembre 1966                    | 6:30  |
| 19. | Lawdy Mama (avec Cream)                                        | Trad. arrangement Clapton               | décembre 1966                    | 1:50  |
| 20. | Strange Brew (avec Cream)                                      | Clapton, Felix Pappalardi, Gail Collins | avril 1967                       | 2:46  |
| 21. | Sunshine of Your Love (avec Cream)                             | Bruce, Clapton, Brown                   | avril 1967                       | 4:10  |
| 22. | Tales of Brave Ulysses (avec Cream)                            | Clapton, Martin Sharp                   | avril 1967                       | 2:46  |
| 23. | Steppin' Out (avec Cream)                                      | James Bracken                           | 9 janvier 1969                   | 3:31  |

#### Cd 2
| No  | Titre                                           | Auteur                        | date d'enregistrement                   | Durée |
| --- | ----------------------------------------------- | ----------------------------- | --------------------------------------- | ----- |
| 1.  | Anyone for Tennis (avec Cream)                  | Clapton, Sharp                | fevrier 1968                            | 2:37  |
| 2.  | White Room (avec Cream)                         | Bruce, Brown                  | aout 1967                               | 4:56  |
| 3.  | Crossroads (avec Cream)                         | Robert Johnson                | mars 1968                               | 4:14  |
| 4.  | Badge (avec Cream)                              | Clapton, George Harrison      | décembre 1968                           | 2:43  |
| 5.  | Presence of the Lord (avec Blind Faith)         | Clapton                       | février 1969                            | 4:48  |
| 6.  | Can't Find My Way Home (avec Blind Faith)       | Steve Winwood                 | Juin 1969                               | 3:15  |
| 7.  | Sleeping in the Ground (avec Blind Faith)       | Sam Myers                     | juin 1969                               | 2:50  |
| 8.  | Comin' Home (Avec Delaney & Bonnie)             | Clapton, Bonnie Bramlett      | décembre 1969                           | 3:13  |
| 9.  | Blues Power (de l'album Eric Clapton)           | Clapton, Leon Russell         | janvier 1970                            | 3:06  |
| 10. | After Midnight (de l'album Eric Clapton)        | J.J. Cale                     | janvier 1970                            | 3:17  |
| 11. | Let It Rain (de l'album Eric Clapton)           | Clapton, Bonnie Bramlett      | janvier 1970                            | 5:01  |
| 12. | Tell the Truth (avec Derek and the Dominos)     | Clapton, Bobby Whitlock       | 5 aout 1971                             | 3:23  |
| 13. | Roll It Over (avec Derek and the Dominos)       | Clapton, Whitlock             | été 1970                                | 4:29  |
| 14. | Layla (avec Derek and the Dominos)              | Clapton, Jim Gordon           | 9 septembre 1970                        | 7:07  |
| 15. | Mean Old World (Clapton & Duane Allman)         | Walter Jacobs                 | 2 octobre 1970                          | 3:50  |
| 16. | Key to the Highway (avec Derek and the Dominos) | Charles Segar, Willie Broonzy | 23 octobre 1970                         | 6:27  |
| 17. | Crossroads (avec Derek and the Dominos)         | Robert Johnson                | enregistré en public le 23 octobre 1970 | 8:17  |

#### Cd 3
| No  | Titre                                                                | Auteur                                       | date d'enregistrement                     | Durée |
| --- | -------------------------------------------------------------------- | -------------------------------------------- | ----------------------------------------- | ----- |
| 1.  | Got to Get Better in a Little While (avec Derek and the Dominos)     | Clapton                                      | mai 1971                                  | 5:31  |
| 2.  | Evil (avec Derek and the Dominos)                                    | Willie Dixon                                 | mai 1971                                  | 4:25  |
| 3.  | One More Chance (avec Derek and the Dominos)                         | Clapton                                      | mai 1971                                  | 3:17  |
| 4.  | Mean Old Frisco (avec Derek and the Dominos)                         | Arthur Crudup                                | mai 1971                                  | 4:02  |
| 5.  | Snake Lake Blues (avec Derek and the Dominos)                        | Clapton, Whitlock                            | mai 1971                                  | 3:33  |
| 6.  | Let It Grow (de l'album 461 Ocean Boulevard)                         | Clapton                                      | mai 1974                                  | 4:56  |
| 7.  | Ain't That Lovin' You (de l'album 461 Ocean Boulevard)               | Jimmy Reed                                   | avril 1974                                | 5:26  |
| 8.  | Motherless Children (de l'album 461 Ocean Boulevard)                 | trad. arrangement Clapton et Carl Radle      | mai 1974                                  | 4:51  |
| 9.  | I Shot the Sheriff (titre inédit)                                    | Bob Marley                                   | enregistré en public le 1er décembre 1974 | 7:48  |
| 10. | Better Make It Through Today (de l'album There's One in Every Crowd) | Clapton                                      | septembre 1974                            | 4:05  |
| 11. | The Sky Is Crying (de l'album There's One in Every Crowd)            | Elmore James, Bobby Robinson, Clarence Lewis | septembre 1974                            | 3:57  |
| 12. | I Found a Love (titre inédit)                                        | auteur inconnu                               | septembre 1974                            | 3:38  |
| 13. | (When Things Go Wrong) It Hurts Me Too (titre inédit)                | Mel London                                   | septembre 1974                            | 5:34  |
| 14. | Watcha Gonna Do (titre inédit)                                       | Peter Tosh                                   | septembre 1974                            | 3:01  |
| 15. | Knockin' on Heaven's Door (single face A)                            | Bob Dylan                                    | 16 juin 1975                              | 4:21  |
| 16. | Someone Like You (single face B de "Knockin On Heaven's Door")       | Arthur Louis                                 | 10 juillet 1975                           | 4:30  |

#### Cd 4
| No  | Titre                                                      | Auteur                                    | date d'enregistrement                 | Durée |
| --- | ---------------------------------------------------------- | ----------------------------------------- | ------------------------------------- | ----- |
| 1.  | Hello Old Friend (de l'album No Reason to Cry)             | Eric Clapton                              | mars 1976                             | 3:34  |
| 2.  | Sign Language (de l'album No Reason to Cry)                | Dylan                                     | mars 1976                             | 2:56  |
| 3.  | Further On Up the Road (titre inédit)                      | Joe Medwich Veasey, Don D. Robey          | enregistré en public le 28 avril 1977 | 6:18  |
| 4.  | Lay Down Sally (de l'album Slowhand)                       | Clapton, Marcy Lewy, George Terry         | mai 1977                              | 3:50  |
| 5.  | Wonderful Tonight (de l'album Slowhand)                    | Clapton                                   | mai 1977                              | 3:42  |
| 6.  | Cocaine (de l'album Slowhand)                              | J.J. Cale                                 | mai 1977                              | 3:35  |
| 7.  | Promises (de l'album Backless)                             | Richard Feldman, Roger Linn               | aout / Septembre 1978                 | 3:00  |
| 8.  | If I don't Be There By Morning (de l'album Backless)       | Dylan, Helen Springs                      | aout / Septembre 1978                 | 4:34  |
| 9.  | Double Trouble (de l'album Just One Night)                 | Otis Rush                                 | décembre 1979                         | 8:01  |
| 10. | I Can't Stand It (de l'album Another Ticket)               | Clapton                                   | été 1980                              | 4:09  |
| 11. | The Shape You're In (de l'album Money and Cigarettes)      | Clapton                                   | fin 1982                              | 4:09  |
| 12. | Heaven Is One Step away (face B du single 12" Forever Man) | Clapton                                   | printemps 1984                        | 4:09  |
| 13. | She's Waiting (de l'album Behind the Sun)                  | Clapton, Peter Robinson                   | printemps 1984                        | 4:55  |
| 14. | Too Bad (face B du single Forever Man)                     | Clapton                                   | printemps 1984                        | 2:37  |
| 15. | Miss You (de l'album August)                               | Clapton, Greg Phillinganes, Bobby Columby | avril/mai 1986                        | 5:05  |
| 16. | Wanna Make Love to You (Face B du single Behind the Mask)  | Jerry Lynn Williams                       | printemps 1986                        | 5:43  |
| 17. | After Midnight                                             | J.J. Cale                                 | septembre 1987                        | 4:05  |

### Édition en 6 albums vinyles
Album 1, face 1
| No | Titre                                               | Auteur           | date d'enregistrement | Durée |
| -- | --------------------------------------------------- | ---------------- | --------------------- | ----- |
| 1. | Boom Boom (avec les Yardbirds)                      | John Lee Hooker  | Fin 1963              | 2:25  |
| 2. | Honey in Your Hips (avec les Yardbirds)             | Keith Relf       | Fin 1963              | 2:18  |
| 3. | Baby What's Wrong (avec les Yardbirds)              | Jimmy Reed       | Fin 1963              | 2:40  |
| 4. | I Wish You Would (avec les Yardbirds)               | Billy Boy Arnold | mars/avril 1964       | 2:19  |
| 5. | A Certain Girl (avec les Yardbirds)                 | Naomi Neville    | mars/avril 1964       | 2:17  |
| 6. | Good Morning Little Schoolgirl (avec les Yardbirds) | H.G. Demarais    | aout 1964             | 2:45  |
| 7. | I Ain't Got You (avec les Yardbirds)                | Calvin Carter    | septembre 1964        | 1:59  |
| 8. | For Your Love (avec les Yarbirds)                   | Graham Gouldman  | décembre 1964         | 2:29  |
| 9. | Got to Hurry (avec les Yardbirds)                   | Oscar Rasputin   | décembre 1964         | 2:35  |

Album 1, face 2
| No | Titre                                                          | Auteur                        | date d'enregistrement            | Durée |
| -- | -------------------------------------------------------------- | ----------------------------- | -------------------------------- | ----- |
| 1. | Lonely Years (avec John Mayall)                                | John Mayall                   | fin 1965                         | 3:17  |
| 2. | Bernard Jenkins (avec John Mayall)                             | Eric Clapton                  | fin 1965                         | 3:47  |
| 3. | Hideaway (avec John Mayall's Bluesbreakers)                    | Freddie King , Sonny Thompson | printemps 1966                   | 3:14  |
| 4. | All Your Love (avec John Mayall's Bluesbreakers)               | Otis Rush, Willie Dixon       | printemps 1966                   | 3:34  |
| 5. | Ramblin' On my Mind (avec John Mayall's Bluesbreakers)         | Robert Johnson                | printemps 1966                   | 3:07  |
| 6. | Have You Ever Loved a Woman (avec John Mayall's Bluesbreakers) | Billy Myles                   | enregistré en public, avril 1966 | 6:41  |

Album 2, face 1
| No | Titre                               | Auteur                                  | date d'enregistrement | Durée |
| -- | ----------------------------------- | --------------------------------------- | --------------------- | ----- |
| 1. | Wrapping Paper (avec Cream)         | Jack Bruce, Peter Brown                 | été 1966              | 2:21  |
| 2. | I Feel Free (avec Cream)            | Bruce, Brown                            | fin 1966              | 2:52  |
| 3. | Spoonful (avec Cream)               | Willie Dixon                            | Décembre 1966         | 6:30  |
| 4. | Lawdy Mama (avec Cream)             | Trad. arrangement Clapton               | décembre 1966         | 1:50  |
| 5. | Strange Brew (avec Cream)           | Clapton, Felix Pappalardi, Gail Collins | avril 1967            | 2:46  |
| 6. | Sunshine of Your Love (avec Cream)  | Bruce, Clapton, Brown                   | avril 1967            | 4:10  |
| 7. | Tales of Brave Ulysses (avec Cream) | Clapton, Martin Sharp                   | avril 1967            | 2:46  |
| 8. | Steppin' Out (avec Cream)           | James Bracken                           | 9 janvier 1969        | 3:31  |

Album 2, face 2
| No | Titre                                     | Auteur                   | date d'enregistrement | Durée |
| -- | ----------------------------------------- | ------------------------ | --------------------- | ----- |
| 1. | Anyone for Tennis (avec Cream)            | Clapton, Sharp           | fevrier 1968          | 2:37  |
| 2. | White Room (avec Cream)                   | Bruce, Brown             | aout 1967             | 4:56  |
| 3. | Crossroads (avec Cream)                   | Robert Johnson           | mars 1968             | 4:14  |
| 4. | Badge (avec Cream)                        | Clapton, George Harrison | décembre 1968         | 2:43  |
| 5. | Presence of the Lord (avec Blind Faith)   | Clapton                  | février 1969          | 4:48  |
| 6. | Can't Find My Way Home (avec Blind Faith) | Steve Winwood            | Juin 1969             | 3:15  |
| 7. | Sleeping in the Ground (avec Blind Faith) | Sam Myers                | juin 1969             | 2:50  |

Album 3, face 1
| No | Titre                                       | Auteur                   | date d'enregistrement | Durée |
| -- | ------------------------------------------- | ------------------------ | --------------------- | ----- |
| 1. | Comin' Home (Avec Delaney & Bonnie)         | Clapton, Bonnie Bramlett | décembre 1969         | 3:13  |
| 2. | Blues Power (de l'album Eric Clapton)       | Clapton, Leon Russell    | janvier 1970          | 3:06  |
| 3. | After Midnight (de l'album Eric Clapton)    | J.J. Cale                | janvier 1970          | 3:17  |
| 4. | Let It Rain (de l'album Eric Clapton)       | Clapton, Bonnie Bramlett | janvier 1970          | 5:01  |
| 5. | Tell the Truth (avec Derek and the Dominos) | Clapton, Bobby Whitlock  | 5 aout 1971           |       |
| 6. | Sans titre                                  |                          |                       | 3:23  |
| 7. | Roll It Over (avec Derek and the Dominos)   | Clapton, Whitlock        | été 1970              | 4:29  |

Album 3, face 2
| No | Titre                                           | Auteur                        | date d'enregistrement                   | Durée |
| -- | ----------------------------------------------- | ----------------------------- | --------------------------------------- | ----- |
| 1. | Layla (avec Derek and the Dominos)              | Clapton, Jim Gordon           | 9 septembre 1970                        | 7:07  |
| 2. | Mean Old World (Clapton & Duane Allman)         | Walter Jacobs                 | 2 octobre 1970                          | 3:50  |
| 3. | Key to the Highway (avec Derek and the Dominos) | Charles Segar, Willie Broonzy | 23 octobre 1970                         | 6:27  |
| 4. | Crossroads (live) (avec Derek and the Dominos)  | Robert Johnson                | enregistré en public le 23 octobre 1970 | 8:17  |

Album 4, face 1
| No | Titre                                                            | Auteur            | date d'enregistrement | Durée |
| -- | ---------------------------------------------------------------- | ----------------- | --------------------- | ----- |
| 1. | Got to Get Better in a Little While (avec Derek and the Dominos) | Clapton           | mai 1971              | 5:31  |
| 2. | Evil (avec Derek and the Dominos)                                | Willie Dixon      | mai 1971              | 4:25  |
| 3. | One More Chance (avec Derek and the Dominos)                     | Clapton           | mai 1971              | 3:17  |
| 4. | Mean Old Frisco (avec Derek and the Dominos)                     | Arthur Crudup     | mai 1971              | 4:02  |
| 5. | Snake Lake Blues (avec Drek and the Dominos)                     | Clapton, Whitlock | mai 1971              | 3:33  |

Album 4, face 2
| No | Titre                                                                | Auteur                                  | date d'enregistrement                     | Durée |
| -- | -------------------------------------------------------------------- | --------------------------------------- | ----------------------------------------- | ----- |
| 1. | Let It Grow (de l'album 461 Ocean Boulevard)                         | Clapton                                 | mai 1974                                  | 4:56  |
| 2. | Ain't That Lovin' You (de l'album 461 Ocean Boulevard)               | Jimmy Reed                              | avril 1974                                | 5:26  |
| 3. | Motherless Children (de l'album 461 Ocean Boulevard)                 | trad. arrangement Clapton et Carl Radle | mai 1974                                  | 4:51  |
| 4. | I Shot the Sheriff (titre inédit)                                    | Bob Marley                              | enregistré en public le 1er décembre 1974 | 7:48  |
| 5. | Better Make It Through Today (de l'album There's One in Every Crowd) | Clapton                                 | septembre 1974                            | 4:05  |

Album 5, face 1
| No | Titre                                                          | Auteur                                       | date d'enregistrement | Durée |
| -- | -------------------------------------------------------------- | -------------------------------------------- | --------------------- | ----- |
| 1. | The sky is Crying (de l'album There's One in Every Crowd)      | Elmore James, Bobby Robinson, Clarence Lewis | septembre 1974        | 3:57  |
| 2. | I Found a Love (titre inédit)                                  | auteur inconnu                               | septembre 1974        | 3:38  |
| 3. | (When Things Go Wrong) It Hurts Me Too (titre inédit)          | Mel London                                   | septembre 1974        | 5:34  |
| 4. | Watcha Gonna Do (titre inédit)                                 | Peter Tosh                                   | septembre 1974        | 3:01  |
| 5. | Knockin' on Heaven's Door (single face A)                      | Bob Dylan                                    | 16 juin 1975          | 4:21  |
| 6. | Someone Like You (single face B de "Knockin On Heaven's Door") | Arthur Louis                                 | 10 juillet 1975       | 4:30  |

Album 5, face 2
| No | Titre                                          | Auteur                            | date d'enregistrement                 | Durée |
| -- | ---------------------------------------------- | --------------------------------- | ------------------------------------- | ----- |
| 1. | Hello Old Friend (de l'album No Reason to Cry) | Eric Clapton                      | mars 1976                             | 3:34  |
| 2. | Sign Language (de l'album No Reason to Cry)    | Dylan                             | mars 1976                             | 2:56  |
| 3. | Further On Up the Road (titre inédit)          | Joe Medwich Veasey, Don D. Robey  | enregistré en public le 28 avril 1977 | 6:18  |
| 4. | Lay Down Sally (de l'album Slowhand)           | Clapton, Marcy Lewy, George Terry | mai 1977                              | 3:50  |
| 5. | Wonderful Tonight (de l'album Slowhand)        | Clapton                           | mai 1977                              | 3:42  |

Album 6, face 1
| No | Titre                                                 | Auteur                      | date d'enregistrement | Durée |
| -- | ----------------------------------------------------- | --------------------------- | --------------------- | ----- |
| 1. | Cocaine (de l'album Slowhand)                         | J.J. Cale                   | mai 1977              | 3:35  |
| 2. | Promises (de l'albumBackless)                         | Richard Feldman, Roger Linn | aout / Septembre 1978 | 3:00  |
| 3. | If I don't Be There By Morning (de l'album Backless)  | Dylan, Helen Springs        | aout / Septembre 1978 | 4:34  |
| 4. | Double Trouble (de l'album Just One Night)            | Otis Rush                   | décembre 1979         | 8:01  |
| 5. | I Can't Stand It (de l'album Another Ticket)          | Clapton                     | été 1980              | 4:09  |
| 6. | The Shape You're In (de l'album Money and Cigarettes) | Clapton                     | fin 1982              | 4:09  |

Album 6, face 2
| No | Titre                                                      | Auteur                                    | date d'enregistrement | Durée |
| -- | ---------------------------------------------------------- | ----------------------------------------- | --------------------- | ----- |
| 1. | Heaven Is One Step away (face B du single 12" Forever Man) | Clapton                                   | printemps 1984        | 4:09  |
| 2. | She's Waiting (de l'album Behind the Sun)                  | Clapton, Peter Robinson                   | printemps 1984        | 4:55  |
| 3. | Too Bad (face B du single Forever Man)                     | Clapton                                   | printemps 1984        | 2:37  |
| 4. | Miss You (de l'album August)                               | Clapton, Greg Phillinganes, Bobby Columby | avril/mai 1986        | 5:05  |
| 5. | Wanna Make Love to You (Face B du single Behind the Mask)  | Jerry Lynn Williams                       | printemps 1986        | 5:43  |
| 6. | After Midnight                                             | J.J. Cale                                 | septembre 1987        | 4:05  |

## Personnel
Tiré des notes du livret inclut avec le coffret :
Disque 1 :
- Keith Relf - chat (1-8), harmonica (1-7)
- Eric Clapton - guitare, chant (14,16,17,19-22)
- Chris Dreja - guitare (1-9)
- Paul Samwell-Smith - basse (1-9)
- Jim McCarty - batterie (1-9)
- Brian Auger - clavecin (8)
- Denny Piercey - bongos (8)
- John Mayall - chant (10,13,15), harmonica (10), piano (11,14), orgue (12,13,15)
- John McVie - basse (12-14)
- Hughie Flint - batterie (12-15)
- Jack Bruce - basse (15-23), chant (16-18,20-22), piano (16,17)
- Ginger Baker - batterie (16-23), chant (16,17)

Disque 2 :
- Eric Clapton - chant (1,3,4,9-17), guitare (1-7,9-17), guitare solo (8)
- Jack Bruce - basse (1-4), chant (2)
- Ginger Baker - batterie (1-7), percussion (1), tympani (2)
- Felix Pappalardi - alto (1,2), mellotron (1,4), piano (4)
- George Harrison - guitare (4,13), chant (13)
- Steve Winwood - chant (5-7), piano (5,7), basse (5), guitare (6)
- Rick Grech - basse (6,7)
- Delaney Bramlett - chant (8-11), guitare (8-11)
- Bonnie Bramlett - chant (8-11)
- Dave Mason - guitare (8,13), chant (13)
- Bobby Whitlock - claviers (8,9), orgue (10,11,14), guitare (12), chant (12-14), piano (13,14,16,17)
- Carl Radle - basse (8-14,16,17)
- Jim Gordon - batterie (8-14,16,17), piano (14)
- Jim Price - trompette (8-11)
- Bobby Keys - saxophone (8-11)
- Tex Johnson - percussions (8)
- Rita Coolidge - chant (8-11)
- Leon Russell - piano (9-11)
- Sonny Curtis - chant (9-11)
- Jerry Allison - chant (9-11)
- Stephen Stills - guitare (11), chant (11)
- Duane Allman - guitare (14,15)

Disque 3 :
- Eric Clapton - chant (1-4,6-16), guitare, dobro (6)
- Carl Radle - basse
- Jim Gordon - batterie (1-5)
- Bobby Whitlock - piano (2-5)
- George Terry - guitare (6,8-16), chant (6)
- Dick Sims - orgue (6-11,13-16), piano (12)
- Albhy Galuten (en) - piano (6,8), synthétiseur ARP (6)
- Jamie Oldaker - batterie (6-16)
- Yvonne Elliman - chant (6,7,9,13-16)
- Tom Bernfeld - chant (6)
- Dave Mason - guitare (7)
- Marcy Levy - chant (9,14-16), tambourine (9)
- Peter Tosh - chant (14), guitare (14)

Disque 4 :
- Eric Clapton - chant, guitare, dobro (2)
- George Terry - guitare (1-8)
- Jesse Ed Davis - guitare (1,2)
- Dick Sims - claviers (1-8)
- Carl Radle - basse (1-8)
- Jamie Oldaker - batterie (1-8,12,13)
- Yvonne Elliman - chant (1,3-6)
- Marcy Levi - chant (1,3-8,12,13)
- Sergio Pastora Rodriguez - percussions (1-3)
- Bob Dylan - chant (2)
- Robbie Robertson - guitare (2)
- Ron Wood - guitare (2)
- Albert Lee - guitare (9-11), claviers (11), chant (11)
- Chris Stainton - claviers (9,10,12,14), synthé et orgue Hammond (13)
- Dave Markee - basse (9,10)
- Henry Spinetti - batterie (9,10)
- Gary Brooker - claviers (10)
- Ry Cooder - guitare (11)
- Donald "Duck" Dunn - basse (11-14)
- Roger Hawkins - batterie (11)
- John Sambataro - chant (11)
- Chuck Kirkpatrick - chant (11)
- Peter Robinson - synthé (12,13)
- Phil Collins - percussions (12,15,16), Simmons et caisse claire (13), batterie (14-16), chant (15,16)
- Ray Cooper - percussions (12,13)
- Shaun Murphy - chant (12,13)
- Greg Phillinganes - claviers (15,16), chant (15,16)
- Nathan East - basse (15-17), chant (17)
- Michael Brecker - saxophone (15)
- Jon Faddis - trompette (15)
- Randy Brecker - trompette (15)
- Dave Bargeron - trombone (15)
- Katie Kissoon - chant (16)
- Tessa Niles - chant (16)
- Alan Clark - claviers (17)
- Andy Newmark - batterie (17)

## Charts et certifications
| Pays       | Durée du classement | Meilleur classement |
| ---------- | ------------------- | ------------------- |
| États-Unis | 26 semaines         | 34e                 |
| Pays-Bas   | 9 semaines          | 17e                 |

| Pays       | Certification | Ventes      | Date       |
| ---------- | ------------- | ----------- | ---------- |
| États-Unis | 3 × Platine   | 3 000 000 + | 18/10/2005 |